# Södermanlands runinskrifter 86
Södermanlands runinskrifter 86 är en vikingatida runblock på Södra Åby ägor i Västermo socken och Eskilstuna kommun i Södermanland. Runristningen är gjord på ett jordfast stenblock av rödaktig granit, 5,2  gånger 3,5 meter och 2 meter högt. Ristningen sitter på den östsydöstliga sidan och mäter omkring 180 cm gånger 160 cm. Runhöjden är  7-9 cm. Ristningen är uppmålad och skyltad. Stenen kallades på slutet av 1800-talet för "Skrivarsten".
Ristningen omsluter en torshammare och kanske torsmask.

## Inskriften
Translitterering av runraden:
: asmuhtr : auk : fraybiurn · litu kera : meki · siʀun · at · herbiurn · faþur : sin :
Normalisering till runsvenska:
Asmundr ok Frøybiorn letu gæra mærki sirun/siryn at Hærbiorn, faður sinn.
Översättning till nusvenska:
Asmund och Fröbjörn läto göra med segerrunor prydda minnesvårdar efter Härbjörn, sin fader.
Den märkliga skrivningen siʀun återfinns också på Sö 111. Också den inskriften är prydd med en torshammare.